# Municipio de Meramec (condado de Dent)
El municipio de Meramec (en inglés: Meramec Township) es un municipio ubicado en el condado de Dent en el estado estadounidense de Misuri. En el año 2010 tenía una población de 313 habitantes y una densidad poblacional de 2,6 personas por km².

## Geografía
El municipio de Meramec se encuentra ubicado en las coordenadas 37°39′16″N 91°22′38″O / 37.65444, -91.37722. Según la Oficina del Censo de los Estados Unidos, el municipio tiene una superficie total de 120.43 km², de los cuales 120,16 km² corresponden a tierra firme y (0,22 %) 0,27 km² son agua.

## Demografía
Según el censo de 2010, había 313 personas residiendo en el municipio de Meramec. La densidad de población era de 2,6 hab./km². De los 313 habitantes, el municipio de Meramec estaba compuesto por el 98,72 % blancos, el 0,96 % eran amerindios y el 0,32 % eran de una mezcla de razas. Del total de la población el 0,32 % eran hispanos o latinos de cualquier raza.